# 知行合一

王守仁，知行合一思想开拓者

知行合一，简称知行，是明朝政治家、哲学家王守仁阐述的一种哲学与世界观的方法，为心学的核心理念之一，在中国思想史上认识客观世界的脉络中占据不可磨灭的地位。
知行合一将心的知觉与行为活动在本质上视为一致；更重要的是，王守仁对人作为个体的价值给予了充分的重视，承认了意识的能动作用，并且将这一能动性纳入道德的轨道上，既省察过往，也克治当下，构成了一套能务实有效地指导实践的原则。

## 背景
正德四年（1509年），王守仁因直言触怒权宦刘瑾，被廷杖下狱，之后贬谪贵州龙场驿。在困境中，他意识到以往从见闻经历中寻求万事万物的道理，存在方向性偏差，不如承认“吾性自足”，从自身价值中寻求道理更为直接。于是，他针对以往知行观的疏漏，从关注个人的主体性入手，重视人的个体经验，承认差别，关心实践，开始了新的探索之路。第二年，王阳明接受贵州提学副使席书的邀请，到府城的书院讲学，开始了他对“知行合一”的系统阐释。

## 概述
王守仁繼承陸九淵強調「心即是理」之思想，反對程頤朱熹通過事事物物追求「至理」的「格物致知」方法，因為事理無窮無盡，格之則未免煩累，故提倡從自己內心中去尋找「理」，認為「理」全在人「心」，「理」化生宇宙天地萬物，人秉其秀氣，故人心自秉其精要。
在知與行的關係上，王守仁從「天地萬物本吾一體」出發，強調要知，更要行，知中有行，行中有知，所谓“知行合一”，二者互为表里，不可分离。知必然要表现为行，不行则不能算真知。

### “知行不可分作两事”
王守仁反对朱子学者“知行相须” 的主张，认为知行之间的关系不是简单的由此及彼。他坚持“知行不可分作两事”（《王阳明全集·语录一》），这并不是让“知”和“行”两个元素机械合并，而是主张两者应该互相依存，彼此共同构成周而复始并有所提升的完整认知结构。在这个结构中，一方面，“知者行之始，行者知之成”，知和行之间既存在因果关系，也相辅而成。另一方面，“学、问、思、辨、行”的过程，并不是王阳明所说“知行合一”的全部。他主张，“知是心之本体”，由心发动，开启了意识活动与实践活动。也就是说，在本然状态下，知和行是紧密联系在一起的。
在《传习录》中，王守仁通过这样一个例子，对知和行的关系作了说明：一个人看见父亲，自然知道要孝顺，这就是知；孝顺父亲的行动和表现，便即是行。两者之间是一体两面的关系，并非此消彼长。

### “凡谓之行者，只是着实去做”
王守仁认为，即使走上了歧路，“有疑便问，问了又走”，通过实践修正，也能达到理想中的境界。如果踟蹰不前，“只管闲讲”，就什么目的也达不到（《王阳明全集·语录一》）。于是，王守仁有针对性地提出通过“省察克治”之功来追求天理。
王守仁批评了两种情况：一种是全不思考就动手行事，结果是“冥行妄作”没什么意义；另一种是仅仅停留在空想的阶段，不去实践，结果一事无成。在他看来，这两者都是没能做到“知行合一”的错误做法。尤其是后者，知而不行，绝不是真知。对于“行”，他解释道：“凡谓之行者，只是着实去做。”正确的知行观，应该是慎始善终，念头一动就要端正方向，力保正确，而后躬行实践，才能取得好的结果。

### “事上磨炼做工夫”
王守仁在朱熹“格物之学”的基础上，提出要充分认识人作为主体的价值，将人的主观能动性与知行构成一个完整的体系，于是提出了“知之真切笃实处即是行，行之明觉精察处即是知”的主张（《王阳明全集·答顾东桥书》）。
其次，对于知和行，王守仁坚持在过程中要提升个人的道德水准，克服一己私欲，实现理想和实践的统一。如此一来，王他的思想在道德修身的整体观照之下，侧重知行的一体性色彩十分明显。这就是他所强调的“事上磨炼做工夫”。倡导知行合一，在他看来正是要恢复人的本体，通过实践，将人心合乎天理。如此，意识端正了，一旦作用于实践，就能在社会范围内收到良好的效果，也就能合乎世界本然的道理。
王守仁所说的本体是指能对应天理的本心，能够超越私欲，但是要落实于实践而不任意妄为，并不是一件简单的事，而其中的关键环节是要用工夫。他认为，要在事上做工夫，才能达到对人在视、听、言、动上提出高标准的道德要求。工夫的开端是要端正知，得了真知，才能去做好行的工夫。在这个意义上，知的工夫既能引导行的工夫，也能成为行的检验。但同时，他又坚持，如果没有躬行实践，就永远不会达到真知的境界。因此，他特别强调“知行工夫本不可离”，使知行成为一套完整的修身工夫的必需要素。

## “知行合一”的现实意义
- 提供了一种科学务实的思维方法和精神动力。“知行合一”虽从本质上说是一种道德修养论与道德实践论，但又是一种政治学说。王守仁所讲的“知行合一”，从现代扩展的意义而言是“理论与实践相统一”。
- 有助于传承和发展人类优秀精神文明。王守仁的“知行合一”学说，重点放在“行”上，奉行的是文德教化理念，强调的是理论与实践的统一，对于推进全人类教育素养的提升能起到表率作用。
- 对于反腐倡廉具有警示作用。“知行合一”是有必要提倡的一种思维，对启迪官员的道德良知，推行透明政治，都是有积极作用的。[3]

## 涉及“知行合一”的出处
|                      | 知是行之始，行是知之成。若會得時，只說一箇知，已自有行在。只說一箇行，已自有知在。 |
| ——傳習錄 卷上 徐爱录 |                                                                                    |

|                      | 古人所以既說一箇知，又說一箇行者，只為世間有一種人，懵懵懂懂的任意去做，全不解思惟省察。也只是箇冥行妄作。所以必說箇知，方纔行得是。 |
| ——傳習錄 卷上 徐爱录 | |

|                      | ……又有一種人，茫茫蕩蕩，懸空去思一索。全不肯著實躬行。也只是箇揣摸影響。所以必說一箇行， 方纔知得真。此是古人不得已，補偏救弊的說話。若見得這箇意時，即一言而足。 |
| ——傳習錄 卷上 徐爱录 | |

|                      | ……今人卻就將知行分作兩件去做。以為必先知了，然後能行。我如今且去講習討論做知的工夫。待知得真了，方去做行的工夫。故遂終身不行，亦遂終身不知。 |
| ——傳習錄 卷上 徐爱录 | |